# بطولة باوليستا 1916
في موسم 1916 من بطولة باوليستا، أقيمت بطولتان، كل منهما بواسطة دوري مختلف.